# Puente del Reloj de Sol
El puente del Reloj de Sol en inglés: Sundial Bridge), es un puente atirantado de pilón contrapeso situado en Redding, California, atravesando el Río Sacramento. Fue diseñado por el arquitecto español Santiago Calatrava, completado en el año 2004, con un coste de 23 millones de dólares americanos.

## Características
De diseño similar al puente del Alamillo de Sevilla, este tipo de puente utiliza la pila del puente como contrapeso del tablero, mediante el atirantado entre ambos elementos estructurales. Este estilo de puente busca una estética mayor, en detrimento de la sencillez estructural.
El pilón tiene una longitud de 66 metros. A pesar de que se bautizó al puente como "Puente del Reloj de Sol" en realidad no es un reloj de sol ya que al no estar el pilón diseñado para esa función, cada día del año la sombra del pilón se sitúa en puntos diferentes, o sea, lo mismo que sucede con cualquier otro objeto terrestre, salvo con los relojes de sol (particularmente de reloj horizontal). El tablero está hecho con vidrio estructural traslúcido, el cual es iluminado por la noche.